# Nyalindung (Cimalaka)
Nyalindung is een bestuurslaag in het regentschap Sumedang van de provincie West-Java, Indonesië. Nyalindung telt 3907 inwoners (volkstelling 2010).